# Kanton Cholet-1
Cholet-1 is een kanton van het Franse departement Maine-et-Loire. Het kanton maakt deel uit van het arrondissement Cholet.
Tot de herindeling van de kantons bij decreet van 26 februari 2014, met uitwerking op 22 maart 2015,  behoorden, naast een deel van de stad Cholet, ook de gemeenten Saint-Léger-sous-Cholet en La Séguinière tot het kanton. Deze twee gemeenten werden opgenomen in het op die dag opgerichte kanton Saint-Macaire-en-Mauges. Het kanton omvat nu nog slechts een deel van Cholet, grotendeels hetzelfde deel van de stad als voor 2015.